# Idioma pacahuara
El pacahuara, también escrito pacawara,  es un idioma casi extinto perteneciente al grupo de lenguas pano, hablado por aproximadamente 17 personas de la etnia pacahuara al noroeste de Magdalena, en el departamento del Beni, Bolivia. El idioma está totalmente integrado con el chácobo.
Desde la promulgación del decreto supremo N.º 25894 el 11 de septiembre de 2000 el pakawara es una de las lenguas indígenas oficiales de Bolivia, lo que fue incluido en la Constitución Política al ser promulgada el 7 de febrero de 2009.